# Koruna (Ston)
Tvrđava Koruna je utvrda u Malom Stonu. Dijelom je kompleksa Stonskih zidina. Ima pet kule, nalik kruni, po čemu je i dobila ime. Danas je dijelom razrušena. U svezi je s naseljem Malim Stonom koji su osnovali Dubrovčani u 14. stoljeću i njegovim utvrđivanjem zidinama pravokutnog oblika oko naselja s kopnene i s morske strane. Korunu se gradi na južnoj strani u istom stoljeću. Od Korune se proteže Veliki zid, također podignut u obrambene svrhe i u istom stoljeću, čiji odvojak ide do tvrđave Podzvizda.